# Asota purimargo
Asota purimargo är en fjärilsart som beskrevs av Adalbert Seitz 1914. Asota purimargo ingår i släktet Asota och familjen nattflyn. Inga underarter finns listade i Catalogue of Life.